# Miraval-Cabardes
Miraval-Cabardes település Franciaországban, Aude megyében. Lakosainak száma 55 fő (2022. január 1.). Miraval-Cabardes Caudebronde, Les Ilhes, Les Martys, Mas-Cabardès, La Tourette-Cabardès és Villanière községekkel határos.

## Népesség
A település népessége az elmúlt években az alábbi módon változott:
| Lakosok száma | 54   | 33   | 44   | 45   | 37   | 39   | 46   | 46   | 46   | 55   |
|               | 1968 | 1982 | 1990 | 2006 | 2013 | 2015 | 2017 | 2019 | 2020 | 2022 |